# Carl Eldh

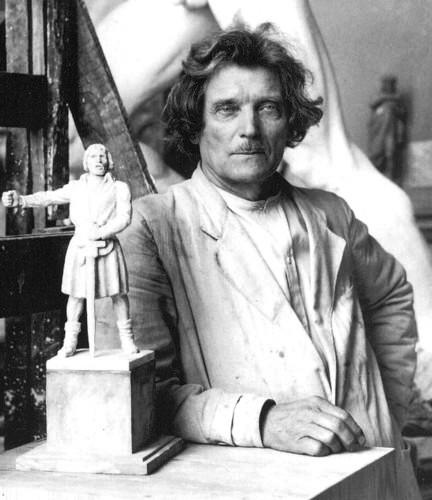
Carl Eldh in seinem Atelier, um 1935

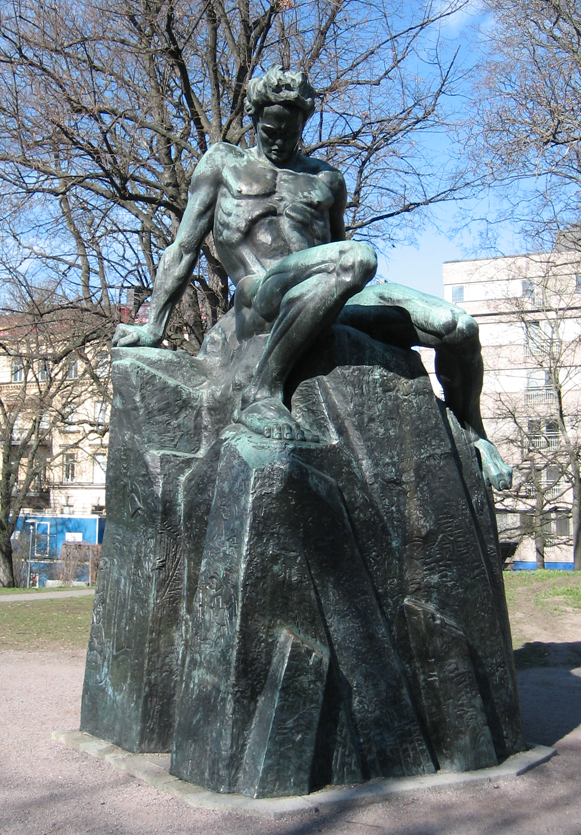
Carl Eldhs Statue von August Strindberg, Tegnérlunden in Stockholm

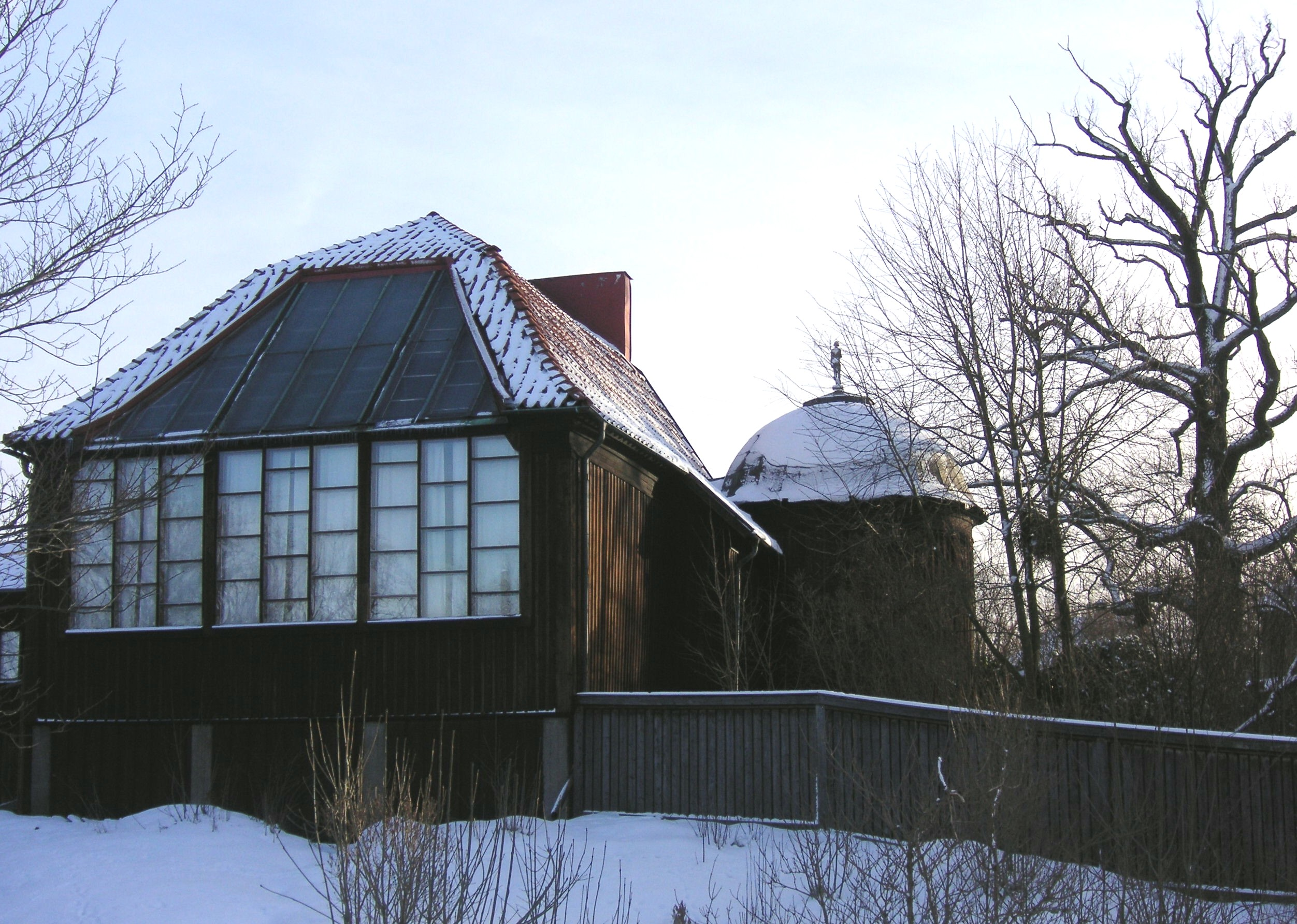
Carl Eldhs Ateljémuseet, Bellevuepark

Carl Eldh (* 10. Mai 1873 in Dannemora; † 26. Januar 1954 in Stockholm) war ein schwedischer Bildhauer, der hauptsächlich in der ersten Hälfte des 20. Jahrhunderts tätig war.

## Leben und Werk
Eldh kam aus einfachen Familienverhältnissen aus dem kleinen Grubenort Dannemora, im schwedischen Uppland. Sein Vater war Schmied, was sicherlich Carl Eldhs Berufsideen beeinflusste. 1897–1904 studierte er die Bildhauerei an der Académie Colarossi in Paris, wo der französische Bildhauer Auguste Rodin ihn stark inspirierte.
Seine frühen Werke sind von weichen, idealistischen Formen geprägt, wie z. B. Jugend (Ungdom) von 1911. Später entwickelte sich jedoch sein Stil zu kraftvollem Realismus, wie beim Rodin-inspirierten Strindberg-Monumentet im Tegnérlunden in Stockholm von 1916. Bekannt wurde Carl Eldh auch durch viele seiner Porträtbüsten zeitgenössischer Kulturpersönlichkeiten, wobei er besonders August Strindberg immer wieder darstellte, sowohl mit als auch ohne Bekleidung. Eldt betätigte sich auch als Medailleur, etwa mit einer Bronzegussmedaille von 1920 auf den Maler Anders Zorn (1860–1920).
Eldh war neben Christian Eriksson und Carl Milles der am häufigsten beauftragte schwedische Bildhauer während der ersten Hälfte des 20. Jahrhunderts. Eldh arbeitete oft mit namhaften schwedischen Architekten zusammen, die ihn gerne als Bildhauer beschäftigten, unter ihnen Ivar Tengbom, Erik Lallerstedt und Ragnar Östberg. Von Ragnar Östberg, dem Architekten des Stockholms stadshus, erhielt Carl Eldh 1923 den Auftrag, den Stadshuspark mit Skulpturen zu schmücken. So entstand die Trilogie „Verfasser“ Författaren (August Strindberg), „der Dichter“ Poeten (Gustav Fröding) und „der Maler“ Målaren (Ernst Josephson), die wegen ihrer Nacktheit zunächst starke Proteste hervorriefen. Nach dem Tode der abgebildeten Kulturpersönlichkeiten hatte sich die Kritik jedoch rasch gelegt. Carl Eldhs größtes Werk ist das Branting-Monument auf dem Norra Bantorget in Stockholm, zunächst ausgeführt in Gips 1930–1942, die Bronze bekam erst 1952 auf ihren Platz.
1918 ließ Eldh sich ein eigenes Atelier im Bellevuepark im Norden Stockholms bauen. Architekt war sein guter Freund Ragnar Östberg. Carl Eldhs Atelier ist heute ein Museum, Carl Eldhs Ateljémuseum. Die beiden Atelierräume sind vom Boden bis zur Decke mit Skizzen, Skulpturen, Werkzeugen und anderen persönlichen Gegenständen gefüllt. Ein Besuch dort gibt nicht nur einen Einblick in die schöpferische Tätigkeit eines Bildhauers vom Beginn des 20. Jahrhunderts, sondern ermöglicht auch das direkte Studium von Carl Eldhs Zeitepoche.